# 6 Oliwski Ośrodek Radioelektroniczny
6 Oliwski Ośrodek Radioelektroniczny Marynarki Wojennej im. adm. Arendta Dickmana – oddział wojskowy rozpoznania elektronicznego i walki radioelektronicznej, wchodzący w skład Marynarki Wojennej, stacjonujący w Gdyni. Został sformowany w 1961 roku jako 6 Ośrodek Przeciwdziałania Elektronicznego w Gdańsku.

## Historia
6 Ośrodek Przeciwdziałania Elektronicznego został utworzony na mocy zarządzenia organizacyjnego Szefa Sztabu Generalnego Wojska Polskiego gen. broni Jerzego Bordziłowskiego nr 027/Org. z dnia 9 lutego 1961 roku, zgodnie z którym Dowódca Marynarki Wojennej wiceadm. Zdzisław Studziński wydał rozkaz o sformowaniu do 31 maja 1961 roku nowej jednostki wojskowej. Powstanie 6 Ośrodka Przeciwdziałania Elektronicznego podyktowane było postępem technologicznym oraz wprowadzaniem na wyposażenie nowych rodzajów uzbrojenia i sprzętu.
Sztab Generalny Wojska Polskiego dostrzegł konieczność stworzenia oddziału odpowiedzialnego za prowadzenie rozpoznania i śledzenia okrętów przeciwnika na morzu. Za zadania zostały określone przede wszystkim przedsięwzięcia mające na celu ustalenie danych dotyczących wykorzystywania sprzętu przez siły potencjalnego przeciwnika, jego dyslokacji i sposobu pracy oraz opracowywanie na ich podstawie przedsięwzięć do prowadzenia aktywnego przeciwdziałania.
Pierwszym elementem formowania było powołanie grupy organizacyjnej, na czele której stanął kpt. mar. Józef Jeżewski, późniejszy wieloletni dowódca jednostki. Rozkazem nr 021/Org. z dnia 5 kwietnia 1961 roku, Dowódca Marynarki Wojennej podporządkował nowo formowany oddział szefowi Wojsk Łączności i Obserwacji Marynarki Wojennej. 6 Ośrodek Przeciwdziałania Elektronicznego osiągnął pełną gotowość bojową 1 czerwca 1961 roku. Początkowo mieścił się w Gdańsku-Jelitkowie, a w 1963 roku został przeniesiony do Oliwy. Pod koniec lat 60 XX wieku przeformowano go w 6 Ośrodek Radioelektroniczny, a ten z kolei w 6 Pułk Rozpoznania Radioelektronicznego w 1978 roku.
Następnie jednostka powróciła do wcześniejszej nazwy – 6 Ośrodek Radioelektroniczny i została przeniesiona do Gdyni-Oksywia. Decyzją Ministra Obrony Narodowej Aleksandra Szczygły nr 234/MON z 25 maja 2007 roku, 6 Ośrodek Radioelektroniczny Marynarki Wojennej otrzymał w dniu 3 lipca 2007 roku nazwę wyróżniającą "Oliwski" i imię patrona – admirała Arendta Dickmana. Decyzją Nr 38/MON z dnia 5 lutego 2009 roku w jednostce wprowadzono oznakę rozpoznawczą. Decyzją Nr 192/MON z dnia 11 grudnia 2017 roku w jednostce wprowadzono proporczyk na beret żołnierzy Oliwskiego Ośrodka Radioelektronicznego.
Od 1 stycznia 2014 roku w wyniku reformy struktury dowodzenia SZ RP jednostka podlega Dowództwu Generalnych Rodzajów Sił Zbrojnych.

## Żołnierze jednostki
Dowódcy jednostki
- kmdr Józef Jeżewski (1961-1979)
- kmdr dr inż. Kazimierz Anolik (1979-1987)
- kmdr Zbigniew Boguś (1987-2001)
- kmdr Stanisław Zarychta (2001-2004)
- kmdr dr Józef Zawadzki (2004-2007)
- kmdr Marek Gilarski (2007-2011)
- kmdr Dariusz Kochaniak (2011-2013)
- kmdr Mirosław Jurkowlaniec[6] (2013-2015)
- kmdr Artur Czajkowski (2015-2018)
- cz.p.o. kmdr por. Bogusław Postek (2018-2018)
- kmdr Maciej Kasprzak[7] (2018)

Oficerowie
- kontradm. Adam Mazurek